# Maunaloa
Maunaloa – jednostka osadnicza w Stanach Zjednoczonych, w hrabstwie Maui.